# Carollia sowelli
Carollia sowelli és una espècie de ratpenat pròpia de Centreamèrica i que ha estat descrita recentment.